# 家庭暴力
家庭暴力（英語： 或 family violence）簡稱家暴，是指在婚姻或其他亲密关系中，一方对另一方施加的身体、性别、心理或经济上的暴力或威胁，往往由于现实之亲属关系與利益的约束而出現一定程度的隐蔽性，以致於這類傷害行為被掩蓋或要求不得聲張外揚、家人以外之人亦常袖手旁觀，不願介入或協助。
家庭暴力的侵害行為可包括了實際攻擊、伤害、虐待等直接實施暴力或在精神上威脅家庭成員。其涉及的成員可以指：配偶、前配偶、雙親、子女和繼親帶來的孩子、有血緣關係家人、同居伴侶、殘疾者與照顧者、情侶關係。家庭暴力不仅对受害者造成伤害，也对目睹暴力的儿童产生负面影响。这些儿童可能会遭受身体、心理或情感上的创伤，导致他们的发展、学习和社交能力受损 。家庭暴力往往与其他的家庭问题或压力相关，如物质滥用、抑郁、贫困等。这些问题会加剧家庭暴力的发生和严重程度，也会增加儿童的受害风险和后果。家庭暴力是一种违反人权和社会正义的行为，需要社会各界的关注和行动。对家庭暴力的干预和预防应该包括保护受害者和儿童的安全，提供心理和法律的支持，改善家庭环境和关系，以及教育和培训公众和专业人员 。

## 概要
家庭暴力不僅是身體上的暴力，以下這些種類的家庭暴力也廣泛存在。
經濟的虐待
- 不提供或严格限制合理游玩和招待的费用。
- 不提供或严格限制生活费。
- 胡乱挥霍家庭财产或赌博欠下债务。
- 惡意破壞家庭財產。
- 过度把持家庭财产。
- 限制或妨碍配偶工作。

身体的虐待
- 逼令家人負擔過量家務。
- 拒絕進行家務使家人受損。
- 给家人提供不健康的饮食或者不提供饮食。
- 以物理上的暴力行为傷害家人身體。

精神及社會性的虐待
- 不忠、出軌，或以此暗示或威脅伴侶。
- 監視或限制家人行动。
- 嚴格限制家人正常社交。
- 監視家人的私隱或個人資訊。
- 无故或過度的辱骂、斥责、抱怨、施展语言暴力。
- 蔑视家人，斥责其无能，比不上别人。
- 他人面前或者互联网指责斥骂诬蔑家人。
- 刻意无视忽略家人。
- 威胁离婚，甚至威胁离婚並剥夺伴侣财产。
- 暗示要傷害或杀死伴侶、儿女、其他親人、朋友及/或寵物。
- 惡意欺騙家人。
- 長時期製造噪音或其他以令人不適的方式造成家人精神壓力或作息失調。[3]

性的虐待
- 强迫伴侣性交。
- 長期拒絕發生性行為或刻意刁難、以不同意性交來威胁伴侣。
- 对伴侣的性器官和性能力的侮辱嘲笑。

## 心理分析

### 權力與控制
大多社會學者認為家庭暴力乃出自施暴者企圖控制受暴者。

### 施暴方
施虐者在施暴過程中，通常以毆打伴隨言語攻擊。事後，常會以各種理由試圖正當化施虐的原因。在一些個案中，施暴者會形容受虐者有「被虐待狂」，以將其施虐行為合理化。施虐者的性格、價值觀及行為模式是構成家庭暴力的主因，其特徵包括：
- 脾氣暴戾，固執凡事愛以暴力解決問題。
- 妒忌心重，凡事干預家庭成員的行為及社交生活。
- 以個人期望、需要及利益為依歸。
- 習染不良嗜好，如酗酒或賭博，或患有精神病，令其自我約束能力減弱。
- 小時候也曾遭遇家暴情形的受害者或是目睹家暴受害者。
- 壓力大。

### 受暴方
在大多數的家庭暴力中，由於社會價值觀的影響，母親對於家暴的角色大多定位於「沉默的證人」，而使的大多數的家暴案件被發現時，已經算是很嚴重程度的傷害。當兒童在成長過程中，體驗或是目睹暴力的經驗愈多，就愈有可能會毆打父母。也就是說視暴力為解決衝突的合法方式的家庭，就愈有可能處在各種型態的家庭暴力危險中。對受暴方的心理影響分析如下：
1. 兒童（子女）：身體發展脆弱而易受傷、出生時體重過輕的嬰兒、發展障礙、遲緩或不健全，會提高兒童受虐的危險性，受虐的兒童將來亦可能變成施虐者。除了生理上方面的虐待，還包括了精神方面的虐待（例如：施暴者會在半夜把孩子叫起來訓話或是不讓其睡覺等）、性虐待（例如：亂倫）和疏忽（例如：不被期待的孩子、疏於照顧導致基本需求不被滿足）
2. 女性（妻子）：被毆打婦女被形容成依賴、低自尊，會有無助感；易出現憂鬱和焦慮的機率是高的。
3. 男性（丈夫）：被毆打男性會覺得失去尊嚴，由於傳統觀念認為男性是強者，因此不少受虐男性不敢求助。[4]
4. 老年人（父母或祖父母）：老年人行動較遲緩、體弱多病、記憶力衰退，容易被家人視為負累而遭受虐待。
5. 兄弟姊妹：一般來說，社會大眾對於手足暴力的接受度較高[來源請求]。

## 法律
家庭暴力的认识和应对经历了多次的变革，受到了妇女运动、反强奸运动、反虐待儿童运动、反家庭暴力运动等的推动。各国和国际组织也通过了一些法律和政策来保护家庭暴力的受害者。1993年，联合国大会发表《关于废除对女性暴力的宣言》。1995年，在中华人民共和国北京市召开的第4届世界妇女大会上，家庭暴力作为一个重要课题提了出来。家庭暴力问题受到越来越多国家政府的关注。據聯合國兒童基金會的一項研究顯示，全世界大約有四十多個國家立有家庭暴力專法。歐洲的歐洲理事會保護兒童免受性剝削與性虐待公約也在2010年7月1日生效。

### 马来西亚
马来西亚政府于1994年通过《1994年家庭暴力法令》，以保护公众免受家庭成员施暴。该法令可与《刑事法典》并阅，以起诉施暴者。

### 中国

#### 古代中国
中国传统社会奉行三纲五常，实行封建家长制，推崇父權、夫权。汉代以来，在男尊女卑、男主女从的家庭伦理下，男子被赋予管教妻妾、子女的权力。政府在制定夫妻之间、妻子与夫家亲属之间的互相侵犯的法律条文时，采取同罪异罚、重女轻男的方式。父亲、丈夫做为尊亲、实行家庭暴力相比同类罪行在法律上有优待。从而在法律上保障男子管教妻子、子女的权力:131。
漢律中，丈夫打伤妻子，只要不是使用兵器打伤的，可以不治罪。妻子打丈夫，无论是否受伤，皆违法，没为官奴。妻子打骂丈夫的祖父母、父母、嫡母、继母，“皆弃市[处决]”。唐、宋、元时，法律条文大体一致。夫妻之间的家庭暴力处罚，仍是维持同罪异罚、夫轻妻重的特征:134。《大明律》卷二十“妻妾毆夫”之規定：“妻毆傷妾，與夫毆妻同罪。過失殺者，各勿論。”《欽定四庫全書大清律例·刑律》卷二十八規定：“妻妾毆夫者，杖一百……其夫毆妻，非折傷。勿論。”在法律偏袒男性、社会默认的情况下，长期忍受家庭暴力的女性除选择自杀外，亦或选择以暴制暴的反抗:136。
中华民国建国后，人人平等的思想进入中国社会，但社会仍容忍丈夫对妻子、子女的家庭暴力。1931年，文绣要求与清逊帝溥仪离婚时，受到堂兄文绮的公开指责。文绮称“且漫云逊帝对汝并无虐待之事，即果然虐待，在汝亦应耐死忍受，以报清室之恩”。文绣则以《民国宪法》反驳。而中国社会对尊亲实行家庭暴力的纵容，影响至今:23。

#### 中华人民共和国

##### 中国大陆
中国俗语所说，清官难断家务事，而受传统观点影响，家庭暴力也常常被归为“家务事”一类，成为司法干涉的盲区。在致人重伤或死亡的家庭暴力案件，由于司法审判中常使用虐待罪，而远低于故意伤害罪、故意杀人罪的刑罚，使之产生轻纵施暴者的争议:23。
2001年4月28日，由第九届全国人民代表大会通过的《婚姻法》修正案，首次在国家基本法律的层面上对家庭暴力问题做了规定。
1. 总则中将婚姻法第3条“禁止家庭暴力”上升为基本原则。[9]这一原则是婚姻、家庭、母亲和儿童受国家保护宪法原则的体现，为日后省市地方制定反家庭暴力的地方性法规、规定提供了法律依据。
2. 在裁判离婚的法定理由中，依据婚姻法第32条第2款第2项，[10]把配偶某一方“实施家庭暴力或虐待、遗弃家庭成员”，作为法院对配偶感情确已破裂，调解无效的离婚案件，作出准予离婚的法定依据之一。
3. 在婚姻法第五章《救助措施与法律责任》中，依据第43条[11]、第45条[12]、第46条[13]，规定了对家庭暴力受害人的救助措施与施暴者的民事法律责任。

《中华人民共和国妇女权益保障法》（2005修正）第四十六条规定：“禁止对妇女实施家庭暴力。国家采取措施，预防和制止家庭暴力。公安、民政、司法行政等部门以及城乡基层群众性自治组织、社会团体，应当在各自的职责范围内预防和制止家庭暴力，依法为受害妇女提供救助。”第五十八条规定：“违反本法规定，对妇女实施性骚扰或者家庭暴力，构成违反治安管理行为的，受害人可以提请公安机关对违法行为人依法给予行政处罚，也可以依法向人民法院提起民事诉讼。”
《中华人民共和国未成年人保护法》第十条规定：“父母或者其他监护人应当创造良好、和睦的家庭环境，依法履行对未成年人的监护职责和抚养义务。禁止对未成年人实施家庭暴力，禁止虐待、遗弃未成年人，禁止溺婴和其他残害婴儿的行为，不得歧视女性未成年人或者有残疾的未成年人。”
中国还是《消除对妇女一切形式歧视公约》、《儿童权利公约》等国际公约的签约国，也是《北京宣言》、《行动纲领》等国际文件的承诺国，向全世界庄严承诺采取有效措施，制止家庭暴力，保护妇女、儿童、老人等一切弱势群体权益。
在2015年之前，中国还没有专门的反家暴法律。2015年12月27日，第十二届全国人大常委会第十八次会议表决通过了《中华人民共和国反家庭暴力法》，为中国第一部专门的反家暴法，并于2016年3月1日起施行。

##### 澳門
《澳門特別行政區 預防及打擊家庭暴力法》

### 日本
《配偶暴力防治暨受害人保護法》(平成13年4月13日法律第31號)
配偶者からの暴力の防止及び被害者の保護に関する法律、ストーカー行為等の規制等に関する法律、迷惑防止条例

### 大韓民國
《家庭暴力防止以及被害者保护法》（1998年）

### 英国
《家庭暴力、犯罪及受害人法案》（2004年修正案）

### 瑞典
《女性的暴力防止法》

### 西班牙
《反家庭暴力全面保护法》（"The Organic Act on Integrated Protection Measures against Gender Violence", 2005）

### 美国
《
妇女力防止法》（1994年）

### 德国
《民事防治暴力及跟蹤法》（簡稱《暴力防治法》），於2001年12月11日通過，並於2002年1月1日開始實施。

### 伊斯兰教国家
伊斯蘭教的《古蘭經》第4章34節提及：「你們怕她們執拗的婦女，你們應該勸戒她們，可以和她們同床異被，可以打她們。」2010年10月，阿拉伯聯合酋長國最高法院在一次判決中指出丈夫可以打妻子，但不可以造成明顯的傷痕。

## 家暴问题严重的国家
家庭暴力具体指女性在婚内遭到男性配偶的暴力伤害，也包括来自家庭其他成员、特别是男性成员的暴力攻击。
以下数据根据联合国妇女署的相关统计资料整理而成，涉及126个国家和地区。
第一个括号内的数字为一国女性公民年均遭受家庭暴力的次数，第二个括号内的数字为该国在世界经济论坛的2013年度《全球性别差距报告》中的性别平等指数得分（最高的冰岛为0.8731，最低的也门为0.5128）：
极多家暴：
- 阿富汗（71，？）

多家暴：
- 尼泊尔（61，0.6053）
- 印度（58，0.6551）
- 伊拉克（54，？）
- 乌干达（54，0.7086）
- 印尼（51，0.6613）

较多家暴：
- 伊朗（46，0.5842）
- 土耳其（45，0.6081）
- 埃及（43，0.5935）
- 孟加拉国（42，0.6848）
- 土库曼斯坦（40，？）
- 黎巴嫩（40，0.6028）
- 巴勒斯坦（40，？）

世界衛生組織（WHO）及聯合國在2021年3月9日發佈報告，其中分析2000至2018年間，161個國家的女性遭「非親密關係」（指陌生人、或者朋友但非伴侶）及「親密伴侶」暴力對待的數據。數據顯示，全球15至49歲女性中，近27％有曾遭肢體暴力或性暴力等悲慘經驗；其中吉里巴斯（Kiribati）、斐濟（Fiji）、巴布亞紐幾內亞（Papua New Guinea）、孟加拉(Bangladesh）、索羅門群島（Solomon Islands）5國的狀況最糟，超過半數女性曾經遭到至少一次家暴，而中低收入國家狀況，以撒哈拉以南非洲來說，如剛果共和國（47％）、赤道幾內亞（Equatorial Guinea）（46％）、烏干達（45％）、利比亞（43％），以及南亞各國，情況也相當嚴重。該報告顯示，女性通常從年輕時就開始面對家暴威脅，25％15至19歲女性至少經歷過1次家暴，其中30至39歲女性遭家暴比率最高。若納入「非親密型暴力」數據，世衛組織分析，預估約有30％15歲以上女性，約7億3600萬至8億5200萬人，一生中都必然會遇到某種形式的暴力。在2020年新冠疫情爆發前，全球15到49歲的女性有27％曾遭另一半暴力對待，疫情之下，聯合國2020年時甚至預測，各國限制人民移動及接觸的措施，至少將導致1500萬起額外的家暴案件發生。

## 家庭性暴力
- 性虐待
- 婚內強姦

## 外部連結
- 家庭暴力在中国（页面存档备份，存于），南方网社会频道
- 家庭暴力防治網（页面存档备份，存于）
- 我該如何預防家庭暴力？

## 延伸閱讀
- 《保護生命如何遠離家庭暴力》Susan Murphy Milano
- 黃囇莉：性別、婚暴及諮商